# ساشا كاون
ساشا كاون (بالروسية: Каун, Александр Олегович) مواليد 8 مايو 1985 في تومسك، الجمهورية الروسية السوفيتية الاتحادية الاشتراكية، الاتحاد السوفيتي، هو لاعب كرة سلة روسي بدأ مسيرته الاحترافية في سنة 2008 يلعب مع فريق كليفلاند كافالييرز في الرابطة الوطنية لكرة السلة ويحمل الرقم 14. يبلغ طوله 6 قدم 11 بوصة (2.1 م). مثّل منتخب بلاده. شارك في مسابقة كرة السلة في الألعاب الأولمبية الصيفية.

## فرق لعب لها
- نادي سسكا موسكو لكرة السلة
- كليفلاند كافالييرز

## الميداليات
| الميدالية | المسابقة                       |
| --------- | ------------------------------ |
| برونزية   | الألعاب الأولمبية الصيفية 2012 |

## روابط خارجية
- ساشا كاون على موقع الاتحاد الدولي لكرة السلة (الإنجليزية)
- ساشا كاون على موقع الدوري الأوروبي لكرة السلة (الإنجليزية)
- ساشا كاون على موقع إن بي أي (الإنجليزية)
- ساشا كاون على موقع سبورتس رفرنس (الإنجليزية)
- ساشا كاون على موقع كرة السلة الأوروبية.كوم (الإنجليزية)
- ساشا كاون على موقع DraftExpress.com (الإنجليزية)
- ساشا كاون على موقع كلية كرة السلة في سبورتس رفرنس.كوم (الإنجليزية)
- ساشا كاون على موقع ريلجم (الإنجليزية)
- ساشا كاون على موقع بروبوليرز (الإنجليزية)
- ساشا كاون على موقع سبورتس رفرنس (الإنجليزية)